# 1959 au cinéma
| Années du cinéma : 1956 - 1957 - 1958 - 1959 - 1960 - 1961 - 1962    |
| Décennies du cinéma : 1920 - 1930 - 1940 - 1950 - 1960 - 1970 - 1980 |

Cet article présente les faits marquants de l'année 1959 au cinéma.

## Événements
- 8 mai : Raquel Tejada épouse James Welch et prend le nom de Raquel Welch.
- 25 novembre : Le décès prématuré et en pleine gloire de Gérard Philipe, frappé à moins de 37 ans d'un cancer du foie foudroyant, ébranle les milieux français du cinéma et du théâtre.
- Sortie du premier film indien en CinemaScope : Kaagaz Ke Phool de Guru Dutt.
- Robert Bresson : Pickpocket.
- Débuts de la Nouvelle Vague avec François Truffaut (Les 400 coups), Jean-Luc Godard (À bout de souffle), et Claude Chabrol (Le Beau Serge, Les Cousins).

## Principales sorties en salles enFrance
- 8 avril : Archimède le clochard de Gilles Grangier avec Jean Gabin.
- Avril : Les Fraises sauvages, film d’Ingmar Bergman.
- 3 juin : Les Quatre Cents Coups de François Truffaut avec Jean-Pierre Léaud et Claire Maurier.
- Octobre : La Mort aux trousses d'Alfred Hitchcock et Les Amants diaboliques de Visconti.
- Décembre : Pickpocket de Robert Bresson.

## Principaux films de l'année
- 125, rue Montmartre film policier de Gilles Grangier avec Lino Ventura, Andréa Parisy, Robert Hirsch, Dora Doll, Jean Desailly.
- À bout de souffle film policier de Jean-Luc Godard avec Jean-Paul Belmondo, Jean Seberg et Daniel Boulanger - Considéré comme le film phare de la Nouvelle Vague.
- À double tour réalisé par Claude Chabrol avec Madeleine Robinson, Jacques Dacqmine et Antonella Lualdi.
- Ben Hur : Péplum américain de William Wyler avec Charlton Heston, Jack Hawkins, Stephen Boyd.
- Certains l'aiment chaud (Some like it hot)  réalisé par Billy Wilder avec Marilyn Monroe et Tony Curtis.
- Étoiles (Sterne) réalisé par Konrad Wolf (Allemagne).
- Grand Hôtel (Menschen im Hotel), un film allemand de Gottfried Reinhardt, remake du Grand Hotel d'Edmund Goulding sorti en 1932.
- Hiroshima mon amour d'Alain Resnais.
- La Source (Jungfrukällan) drame de Ingmar Bergman (Suède) avec Max von Sydow, Birgitta Valberg et Gunnel Lindblom.
- L'Homme à la peau de serpent : drame américain de Sidney Lumet.
- L'Homme aux colts d'or : western américain d'Edward Dmytryk avec Richard Widmark, Henry Fonda.
- La Boutique de la famille Lin (Linjia Puzi) drame de Shui Hua (Chine) avec Xie Yuan.
- La Mort aux trousses : suspense américain de Alfred Hitchcock avec Cary Grant, Eva Marie Saint, James Mason, Jessie Royce Landis
- Le Beau Serge de Claude Chabrol.
- Le Dernier Rivage (On the Beach) de Stanley Kramer, avec Gregory Peck, Ava Gardner et Fred Astaire.
- Le Désir (Touha) réalisé par Vojtech Jasny (Tchécoslovaquie).
- Le Journal d'Anne Frank : drame américain de George Stevens avec Millie Perkins, Joseph Schildkraut, Shelley Winters.
- Le Général Della Rovere (Il generale Della Rovere) comédie dramatique de Roberto Rossellini (Italie) avec Vittorio De Sica, Hannes Messemer et Sandra Milo.
- Les Chemins de la haute ville (Room at the top) réalisé par Jack Clayton avec Laurence Harvey et Simone Signoret.
- Les Cousins réalisé par Claude Chabrol.
- Le Songe d'une nuit d'été (Sen noci svatojánské) film d'animation réalisé par Jiří Trnka (Tchécoslovaquie).
- Les Yeux sans visage, film fantastique franco-italien de Georges Franju avec Pierre Brasseur, Alida Valli, Édith Scob.
- Le Testament d'Orphée de Jean Cocteau avec Jean Cocteau et Jean Marais.
- Maigret et l'affaire Saint-Fiacre : Policier franco-italien de Jean Delannoy avec Jean Gabin, Michel Auclair, Valentine Tessier.
- Mirage de la vie : mélodrame américain de Douglas Sirk avec Lana Turner, John Gavin.
- Nazarín réalisé par Luis Buñuel avec Rita Macedo et Francisco Rabal.
- Le Petit Prof comédie de Carlo Rim avec Darry Cowl, Béatrice Altariba et Yves Robert.
- Polycarpe, maître calligraphe (Policarpo, ufficiale di scrittura) réalisé par Mario Soldati.
- Rio Bravo : western américain d'Howard Hawks avec John Wayne, Dean Martin, Angie Dickinson, John Russell.
- Tombouctou (Timbuktu) film d'aventure de Jacques Tourneur avec Victor Mature, Yvonne De Carlo et George Dolenz.
- Vous n'avez rien à déclarer ? comédie de Clément Duhour avec Darry Cowl, Jean Richard et Madeleine Lebeau.
- Voyage au centre de la Terre [Journey to the Center of the Earth] film d'aventure de Henry Levin avec James Mason, Pat Boone et Diane Baker.

## Festivals

### 15 mai:Cannes
Palme d'or :
- Orfeu Negro, réalisé par Marcel Camus avec Breno Mello et Marpessa Dawn.

Prix spécial du Jury :
- Étoiles de Konrad Wolf.
- Les 400 coups de Truffaut, prix de la mise en scène.

### Autres festivals
- 6 septembre : Le Général Della Rovere de Roberto Rossellini et la Grande Guerre de Mario Monicelli, Lion d'or ex æquo à la Mostra de Venise.
- Coupe Volpi pour la meilleure interprétation féminine décernée à Madeleine Robinson pour son rôle dans À double tour de Claude Chabrol.

## Récompenses

### Oscars
- Ben-Hur film péplum par William Wyler avec Charlton Heston et Stephen Boyd - Oscar du meilleur film.

## Box-office
- France[1] :

1. La Vache et le Prisonnier d'Henri Verneuil
2. La Belle au bois dormant de Clyde Geronimi
3. La Jument verte de Claude Autant-Lara
4. Babette s'en va-t-en guerre de Christian-Jaque
5. Les Liaisons dangereuses 1960 de Roger Vadim

- États-Unis :

1. Ben-Hur de William Wyler
2. La Belle au bois dormant de Clyde Geronimi
3. La Mort aux trousses d'Alfred Hitchcock
4. Certains l'aiment chaud de Billy Wilder
5. Confidences sur l'oreiller de Michael Gordon

## Principales naissances
- 22 janvier : Didier Bourdon
- 28 janvier : Frank Darabont
- 7 mars : 
  - Donna Murphy
  - Nick Searcy
- 13 mars : Pascal Légitimus
- 15 mars : Renny Harlin
- 18 mars : Luc Besson
- 23 mars : Catherine Keener
- 15 avril : Emma Thompson
- 17 avril : Sean Bean
- 23 avril : Jonathan Sagall
- 9 mai : Caroline Beaune († 24 juillet 2014).
- 14 mai  : Patrick Bruel
- 16 mai : Mare Winningham
- 22 mai : Harry Standjofski, († 18 juillet 2025).
- 4 juillet : Victoria Abril
- 15 juillet : Vincent Lindon
- 26 juillet : Kevin Spacey
- 10 août : Rosanna Arquette
- 20 août : Renaud Marx
- 14 août : Marcia Gay Harden
- 11 septembre : John Hawkes
- 21 octobre : Ken Watanabe
- 23 octobre : Sam Raimi
- 13 novembre : Caroline Goodall
- 19 novembre : Allison Janney
- 24 décembre : Anil Kapoor
- 29 décembre : Patricia Clarkson
- 31 décembre : Val Kilmer († 1er avril 2025)

## Principaux décès
- 21 janvier : Cecil B. DeMille, cinéaste américain (° 1881)
- 2 mars : Eric Blore, acteur britannique (° 1887)
- 3 mars : Lou Costello, acteur américain (° 1906)
- 1er juin : Lyda Borelli, actrice italienne (° 1884)
- 18 juin : Ethel Barrymore, actrice américaine (° 1879)
- 14 octobre : Errol Flynn, acteur américain (° 1909)
- 25 novembre : Gérard Philipe, acteur français (° 1922)
- 14 décembre : Jean Grémillon, réalisateur français (° 1898)